# Luftwaffenkommando West
Das Luftwaffenkommando West war eine Kommandobehörde der Luftwaffe der Wehrmacht im Zweiten Weltkrieg.

## Geschichte
Das Luftwaffenkommando West ging am 28. September 1944 aus der Luftflotte 3 hervor. und erhielt seine Befehle von der Luftflotte Reich. Es unterstützte zu dieser Zeit die gesamte Westfront im Bereich des Oberbefehlshabers West mit den Heeresgruppen B, G und H. Grundsätzlich defensiv ausgerichtet griff das Luftwaffenkommando auch in die letzten deutschen Offensiven mit ein, so der Ardennenoffensive und dem Unternehmen Nordwind. Gegen die alliierte Luftüberlegenheit machtlos, musste es sich nach und nach in den südwestdeutschen Raum absetzen. Nach der bedingungslosen Kapitulation der Wehrmacht am 8. Mai 1945 wurde es aufgelöst.

## Personen

### Befehlshaber
| Dienstgrad      | Name                 | Datum                                    |
| --------------- | -------------------- | ---------------------------------------- |
| Generalleutnant | Alexander Holle      | 28. September 1944 bis 15. November 1944 |
| Generalleutnant | Josef Schmid         | 15. November 1944 bis 27. April 1945     |
| Generalleutnant | Martin Harlinghausen | 27. April 1945 bis 8. Mai 1945           |

### Chef des Stabes
| Dienstgrad | Name             | Datum                            |
| ---------- | ---------------- | -------------------------------- |
| Oberst     | Hans Wolters     | 28. September 1944 bis März 1945 |
| Oberst     | Heinrich Wittmer | März 1945 bis 8. Mai 1945        |

## Unterstellung
| Unterstellung    | von                | bis           |
| ---------------- | ------------------ | ------------- |
| Luftflotte Reich | 28. September 1944 | 1. April 1945 |
| Luftflotte 6     | 1. April 1945      | 8. Mai 1945   |

## Unterstellte Verbände
| 1. November 1944 | direkt unterstellt  | Fernaufklärungsgruppe 123; Nahaufklärungsgruppe 13 |
| 1. November 1944 | II. Jagdkorps       | |
| 1. November 1944 | 3. Fliegerdivision  | |
| 1. November 1944 | 5. Jagddivision     | |
| 1. November 1944 | III. Flakkorps      | 2. Flak-Division; 1. Flak-Brigade; 19. Flak-Brigade |
| 1. November 1944 | IV. Flakkorps       | 9. Flak-Division; 13. Flak-Division; 21. Flak-Division; 28. Flak-Division; 19. Flak-Brigade                                                              |
| 30. Januar 1945  | 14. Fliegerdivision | Flugbereitschaft/14. Flieger-Division; Teile des Kampfgeschwaders 51; Teile des Kampfgeschwaders 53; Teile des Lehrgeschwaders 1; Nachtschlachtgruppe 20 |
| 30. Januar 1945  | VI. Flakkorps       | 4. Flak-Division; 9. Flak-Brigade; 18. Flak-Brigade |
| 30. Januar 1945  | 15. Fliegerdivision | Flugbereitschaft/15. Flieger-Division; Teile des Kampfgeschwaders 2; Nachtschlachtgruppe 1; Nachtschlachtgruppe 2                                        |
| 30. Januar 1945  | III. Flakkorps      | |
| 30. Januar 1945  | 16. Fliegerdivision | Flugbereitschaft/16. Flieger-Division; Teile des Jagdgeschwaders 53                                                                                      |
| 30. Januar 1945  | IV. Flakkorps       | |